# 何炳麟

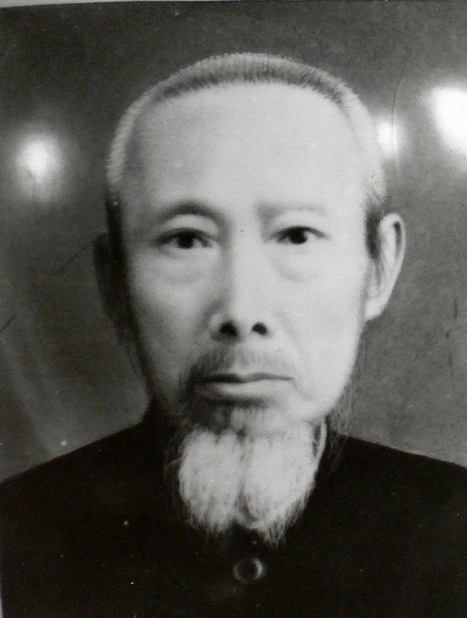
何炳麟

何炳麟（1877年6月27日—1966年），湖南省酃县中村鄉（今炎陵县）人，岳云中学创始人，教育家。

## 生平
1877年6月27日，生于酃县中村乡。1900年，考取秀才。1903年，考取官费留日，进日本东京工业学校电气科。1908年回國，並任教於湖南高等实业学堂、湖南省立优级师范学堂，主讲《几何学》与《几何画》。1909年2月，邀集湘南人士劉光前等15人創辦南路公学堂，1914年2月改名为湖南省私立岳云中学，自此起至1966年逝世，任校長一職長達55年。1949年，岳雲中学改为公立。1957年2月，加入中国民主促进会，当选为民进长沙市主任委员。1966年10月，病逝于长沙。
创校之初，何炳麟先生就提出“招收好学生，聘请好老师，办成好学校”的办学目标。一方面从校外礼聘社会贤达任教，另一方面选拔优秀毕业生到高校深造，学成后回母校执教。“校友治校”是岳云独特的办学传统，这些出身岳云的教师爱校如家、爱生如子，是岳云日后声誉蒸蒸日上的重要原因。他推崇学生的全面发展，极重视体育教学，不惜重金从北京上海等地方招聘优秀运动员，使得岳云在湖南“文运动第一，武运动第一”。
何炳麟先生办学有两句名言，一句是“办学敛财，天诛地灭”，另一句是“误人子弟，男盗女娼”。为了办好岳云，他不惜重金，甚至倾家荡产。岳云创立时期，经费不足，常有债主上门讨债，他只好留下“急事外出，明年才回，请莫久等”的字条，出门躲债。老师来讨薪，他便自掏腰包请老师吃饭，饭后言明薪水暂时记账，老师们也只好一笑了之。1930年代，岳云骨干教师，教务主任，副校长的月薪为140—160元，而何校长月薪仅100元。任岳云中学校长55年，他未置任何产业，不仅把校董会决定支付给校长室的办公经费移交给学校做基金，且连祖传的田产、房产也全部都捐献给了学校，平时穿兰布长衫，冬天穿棉袄，60岁时连皮袍都没有一件，没钱添置一件像样的衣物。1959年毛泽东接见他的时候，赞扬他说：“勤俭办学，叫花子讨米不要钱”。他治校严格，不徇私情。曾有学生数学不及格，拿不到文凭，该学生寄来威胁信，内附子弹，他照样顶回去。其子何国福旷课18小时，按校规应该开除，教务处没有按章办理，他便亲自书写公告将其开除。